# Ampsalis dichromata
Ampsalis dichromata är en tvåvingeart som beskrevs av James 1975. Ampsalis dichromata ingår i släktet Ampsalis och familjen vapenflugor.
Artens utbredningsområde är Madagaskar. Inga underarter finns listade i Catalogue of Life.